# Majuro
L'atoll de Majuro (Mājro en marshallais) est l'un des atolls des îles Marshall composées d'une soixantaine d'îles.
C'est sur cet atoll que se trouve la capitale, Delap-Uliga-Darrit, du nom des trois îles qui la composent (souvent appelée D-U-D). Par extension, la ville est également souvent appelée Majuro.
Majuro est habité depuis au moins 2 000 ans. L'atoll serait actuellement peuplé de 30 000 habitants environ, ce qui en fait la municipalité la plus peuplée des Îles Marshall. Ceux-ci sont répartis dans 20 villages.
La côte Est, où se trouve la capitale est très urbanisée.
L'atoll a une superficie terrestre de 9,71 km2 mais renferme un lagon de 295 km2. Majuro abrite le grand port des Îles Marshall ainsi que l'aéroport international qui, avec celui de Kwajalein, sert de hub à destination ou en provenance des autres îles. Kwajalein connaît des restrictions à l'usage civil du fait de sa base militaire.
Majuro bénéficie d'un climat tropical et de températures supérieures à 21 degrés tout au long de l'année.
Durant la Seconde Guerre mondiale, le 30 janvier 1944, les troupes des États-Unis prirent les positions japonaises de Majuro.

## Histoire
Majuro est probablement peuplé depuis plus de 2000 ans comme les autres atolls de la zone. Les habitants viennent d’Asie et ont occupé progressivement tout le Pacifique. Le peuplement originel à Majuro était dans la grande île de Laura à l’ouest où se trouvait le village de Majuro ainsi que, dans une moindre mesure, dans l’emplacement de la ville centre actuelle à l’est et dans les îles du nord de l’atoll. Sous le protectorat allemand et japonais, l’atoll est resté une périphérie peu peuplée et peu visitée. On y pratiquait la culture du coprah qui était exporté par la Jaluit Gesellschaft puis la Pacific Island Company, le poisson n’était pas à cette époque une denrée exportée. Des Européens ont peuplé l’atoll dès les années 1870 pour l’exportation du coprah dans des comptoirs coloniaux qui l’échangeaient contre des produits manufacturés destinés aux autochtones. Sous le protectorat japonais, l’exploitation du coprah sur l’atoll est moins importante, notamment en raison du typhon de 1918 qui ravage l’atoll et fait fuir les compagnies qui ne reviendront qu’en 1926 avec un système équivalent d’échange. Dans le même temps des missionnaires, principalement protestants, s’installent sur l’atoll vers 1870 mais rencontrent des résultats mitigés. L’atoll, avant la Seconde Guerre mondiale, compte probablement moins de 1 000 habitants. Majuro prend une importance particulière en 1944 quand il est pris sans résistance par les États-Unis dans la Guerre du Pacifique. Cet atoll, jusqu’alors périphérique et n’étant même pas défendu par le Japon, va devenir un des centres de la reprise militaire des Îles Marshall. Les Américains y établissent une base dans l’est de l’atoll et déplacent les populations dans le village de Laura. Cette base aérienne et maritime servira pendant toute la guerre avant d’être progressivement réduite de taille à la fin de celle-ci. L’apport des États-Unis est fort dans l’atoll : construction de dispensaires, importation de la culture, des films, emploi de la population locale dans la base, etc. L’atoll de Majuro devient rapidement le centre du pays avec la présence de cette base et en raison de la destruction en grande partie du centre traditionnel qu’était l’atoll de Jaluit. Pendant la période des essais nucléaires de 1944 aux années 1960, cette polarisation de l’atoll se renforce en raison de la présence américaine. La base et sa piste sont finalement détruites dans les années 1970 et remplacées par un aéroport civil inauguré le 9 décembre 1972 après deux ans de travaux réalisés par le American International Constructor of Seattle et le US Army Corps of Engineers, dont l’emplacement est plus à l’ouest. Les terres récupérées sont alors urbanisées.
En 2021, un recensement compte 20 483 habitants dans l'atoll, contre 27 797 au recensement de 2011. Cette baisse peut être expliquée par un manque d'accès aux études supérieures ou à l'emploi, la situation de pandémie de Covid-19 ou encore la peur du changement climatique.

## Géographie
L'atoll de Majuro compte 57 îlots. Une grande île au sud compte la majorité de la population, et les îles isolées au nord sont surtout utilisées pour le tourisme et l'agriculture.
Plusieurs espaces habités fonctionnent en réseau. Sur une même grande île, on retrouve d'est en ouest, la plus grande ville de Delap-Uliga-Darrit, plus au sud, la banlieue de Rairok, puis les villes d'Ajeltake, de Woja, d'Arrak et de Laura. Plus au nord se trouve un nombre important d’îles isolées de l'île principale par le lagon et les récifs coralliens.
Majuro possède une ville-centre à l’est qui est dominante dans le fonctionnement de l’atoll et polarise une grande partie des fonctions et de la population. Son aéroport peut accueillir des avions gros porteurs qui assurent une desserte régulière plusieurs fois par semaine depuis et vers Guam, Honolulu et l’Australie. Le port, situé dans la banlieue de Rairok, peut accueillir des bateaux vraquiers pour l’exportation du coprah et des bateaux frigorifiques pour le poisson. Le ravitaillement énergétique, nécessaire au fonctionnement des deux usines de production d’électricité, est également assuré par bateau. Une passe profonde au nord, le chenal Calalin, assure l’accès aux navires dans le lagon. Un autre passage, pour les bateaux de taille limitée, passe au niveau d'un pont sous la route du lagon. Cette route, longue de 50 kilomètres, relie le centre à l’est et Laura à l’ouest. Elle est structurante pour les déplacements internes à l’atoll. La circulation maritime interne est aussi présente puisque les atolls du Nord sont isolés de l'île au sud. Cette situation périphérique fait qu’il n’y a presque pas d’habitants locaux dans ces îles, qui sont pour certaines aménagées pour recevoir du tourisme.

## Galerie

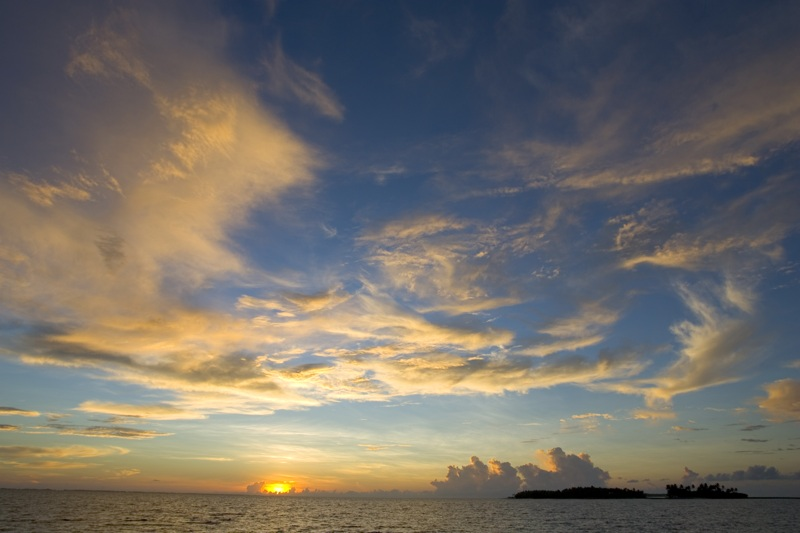
Coucher de Soleil sur l'atoll.
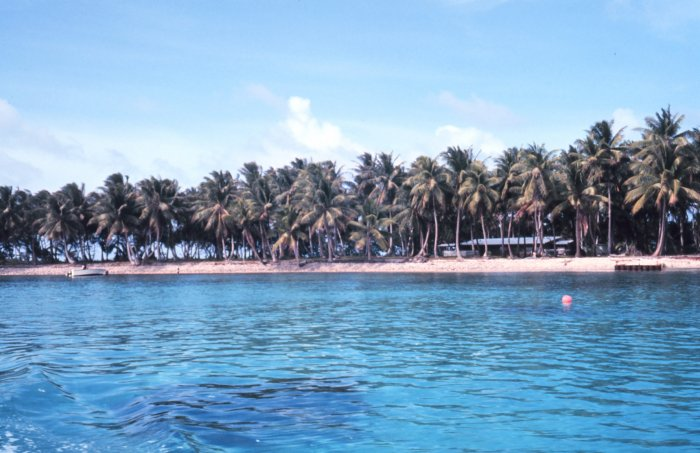
Côtes du lagon de Majuro (1973).
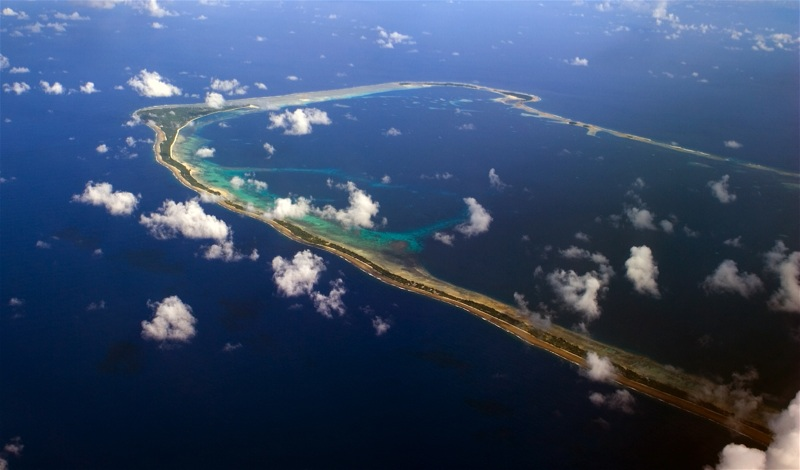
Vue aérienne de l'atoll.
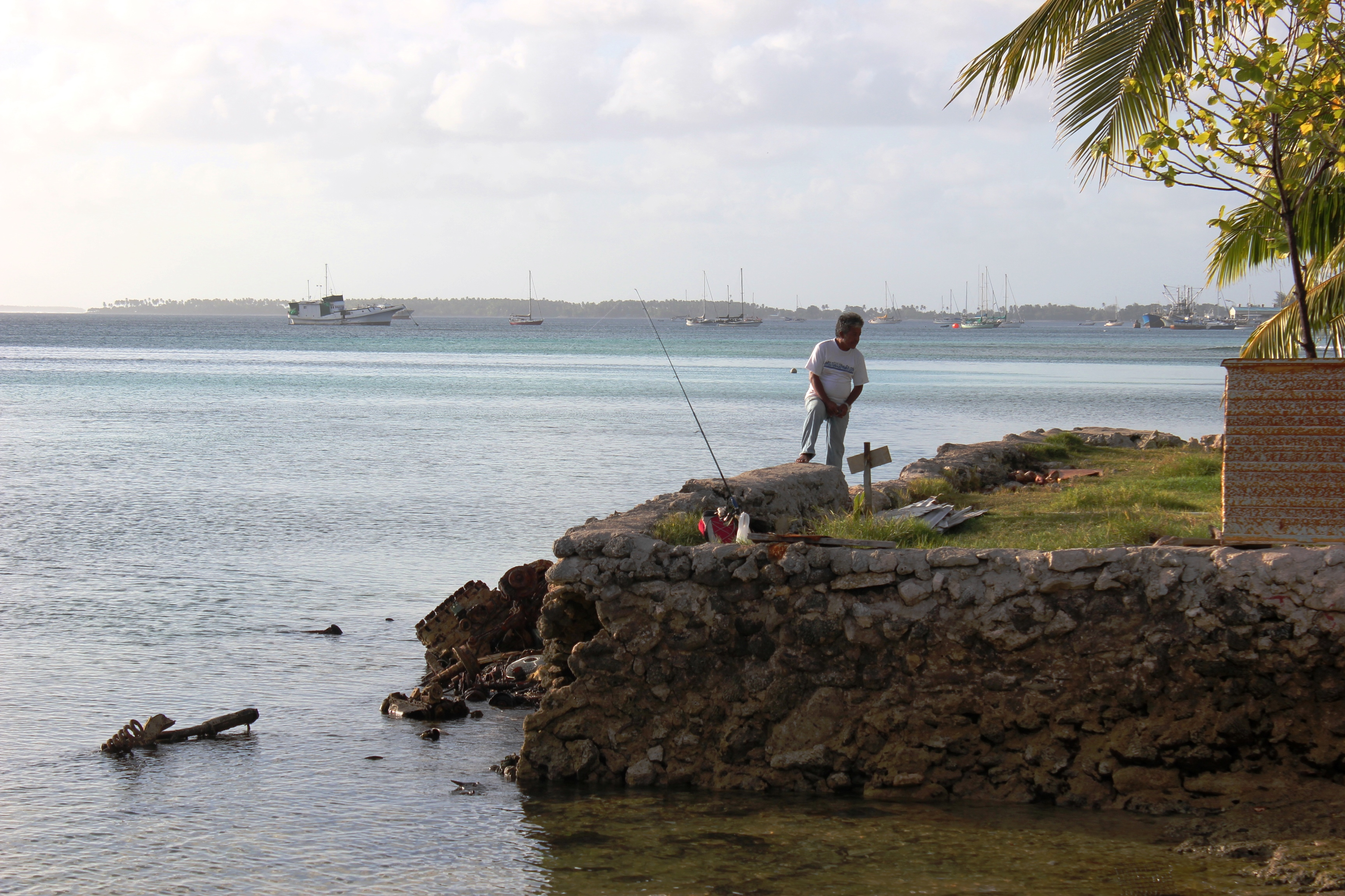
Pêcheur à Majuro.
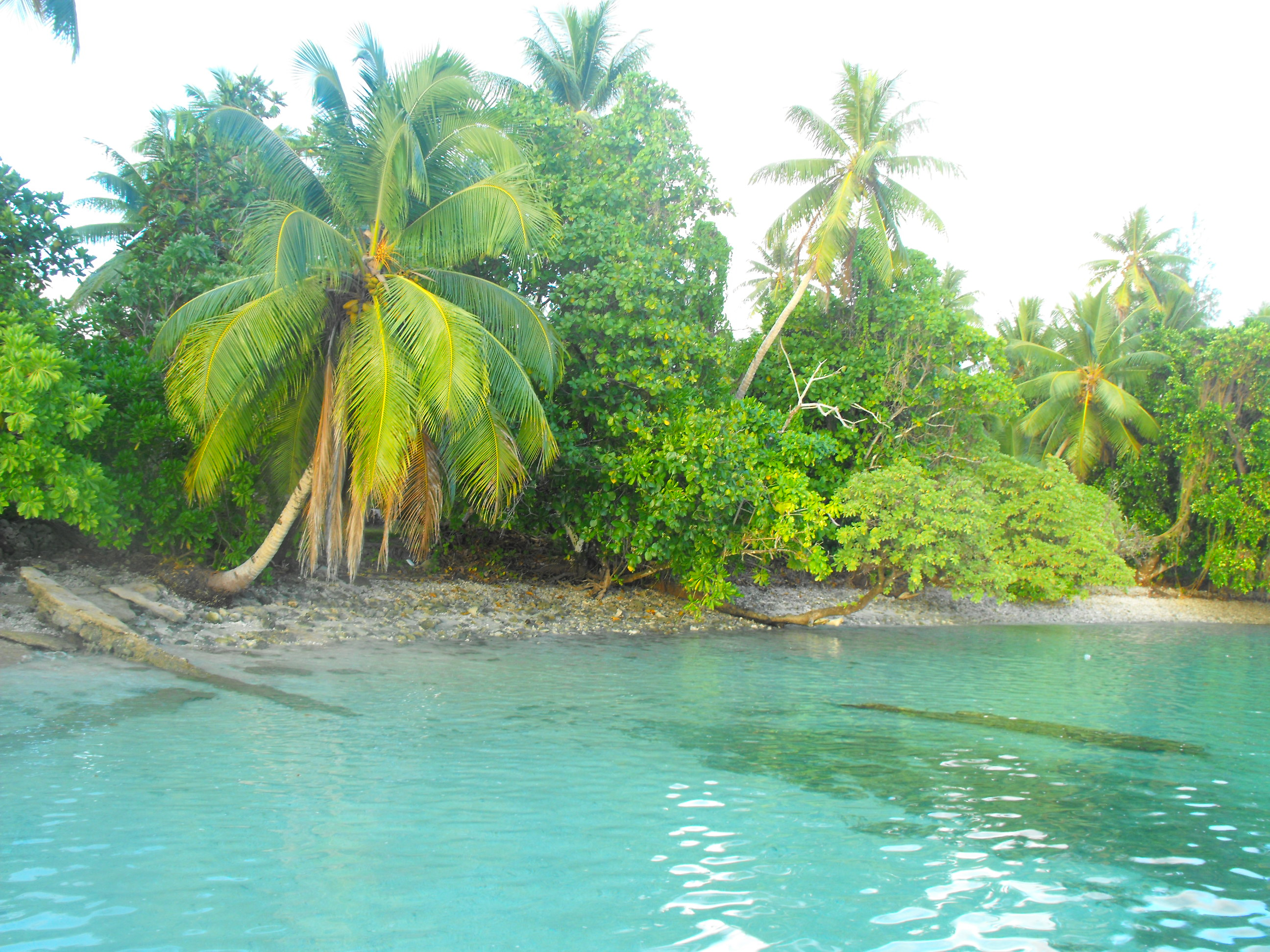
Motu Bikrin
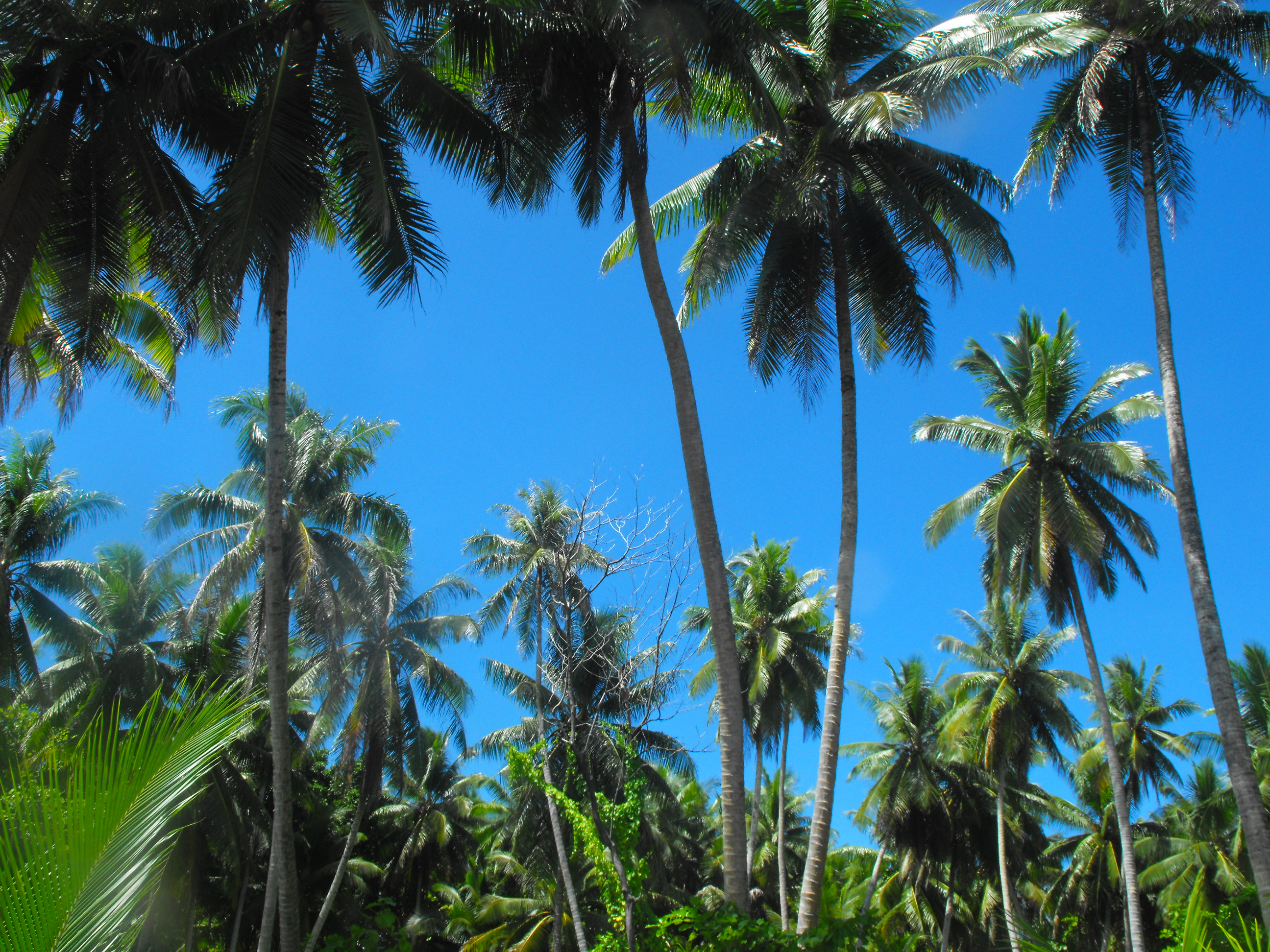
Motu Bikrin.
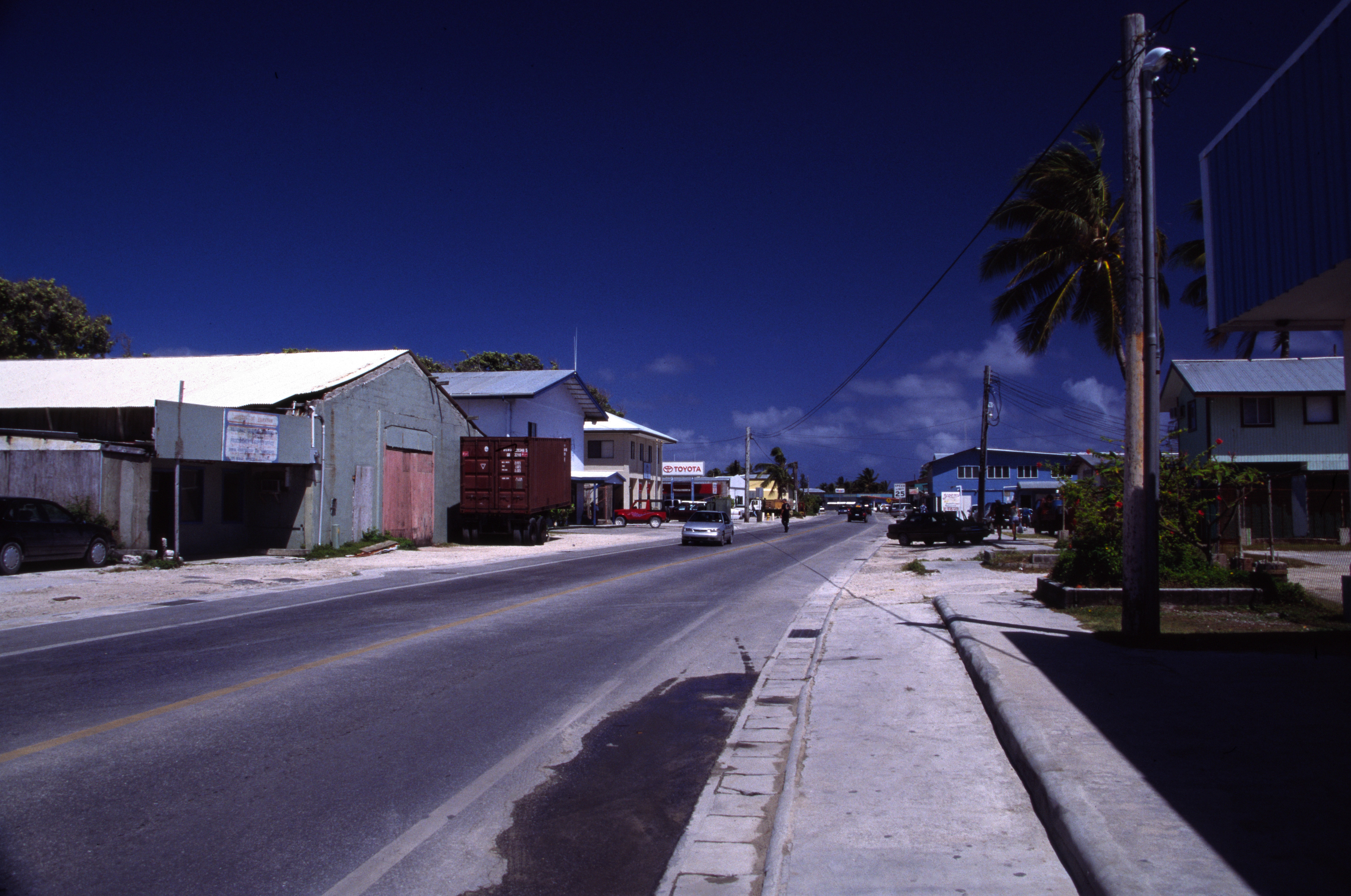
Delap-Uliga-Darrit.
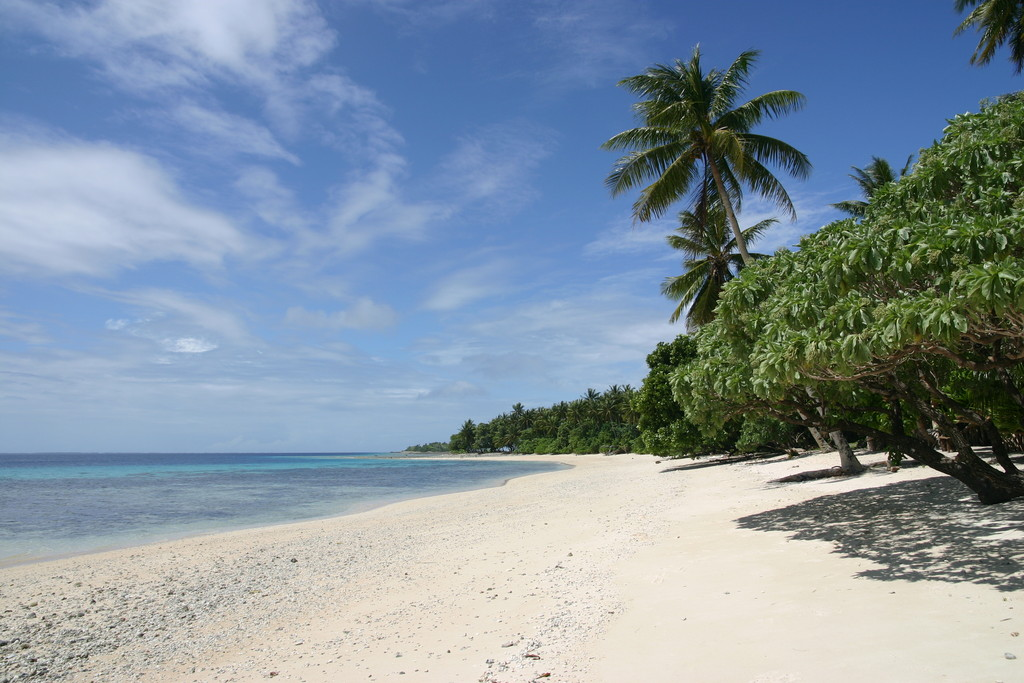
Motu Enoko.
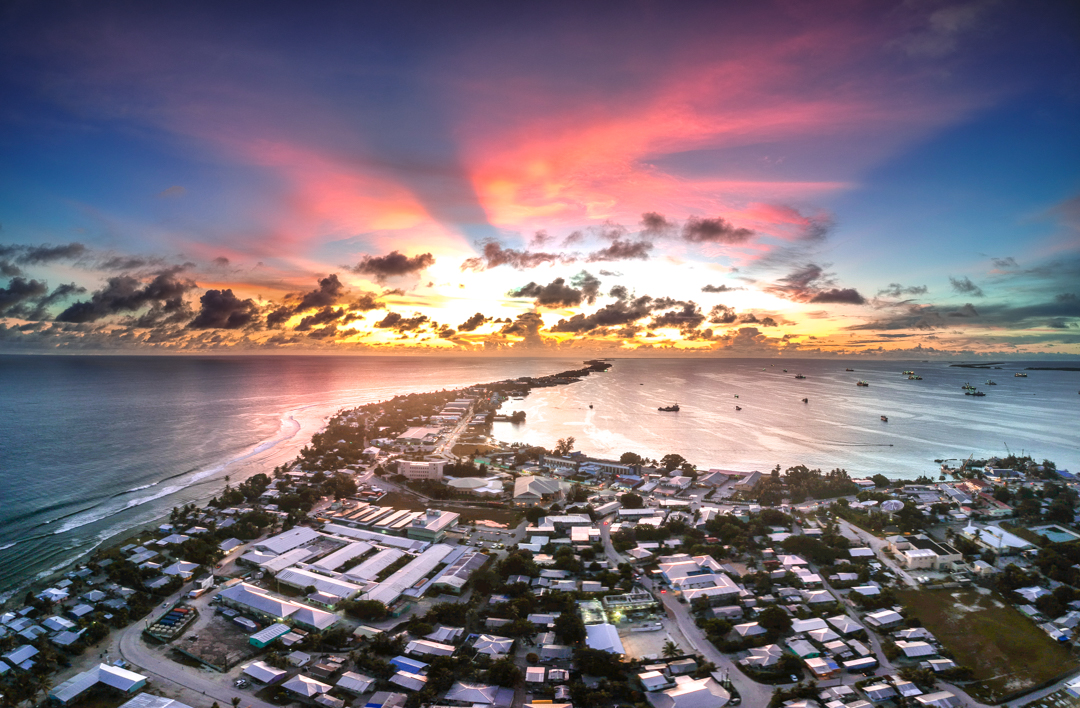
Coucher de soleil depuis Delap-Uliga-Darrit vers Laura.